# Amerikaanse auto in 2003
Dit artikel geeft een overzicht van alle Amerikaanse en Australische personenwagens die op de markt kwamen in 2003. De auto's staan alfabetisch gerangschikt per merk.

## Noord-Amerika
| Acura |                  | concern:               | Honda Japan |
| Acura | divisie:         |                        |             |
| Acura | merk:            | Acura Verenigde Staten |             |
| Acura | model:           | TL                     |             |
| Acura | einde productie: | 2006                   |             |
| Acura | productieaantal: | ?                      |             |

| Avanti |                  | concern:                | onafhankelijk |
| Avanti | divisie:         |                         |               |
| Avanti | merk:            | Avanti Verenigde Staten |               |
| Avanti | model:           | Sport cabriolet / coupé |               |
| Avanti | einde productie: | ?                       |               |
| Avanti | productieaantal: | ?                       |               |

| Avanti |                  | concern:                | onafhankelijk |
| Avanti | divisie:         |                         |               |
| Avanti | merk:            | Avanti Verenigde Staten |               |
| Avanti | model:           | Studebaker XUV          |               |
| Avanti | einde productie: | ?                       |               |
| Avanti | productieaantal: | ?                       |               |

| Buick |                  | concern:               | General Motors Verenigde Staten |
| Buick | divisie:         |                        |                                 |
| Buick | merk:            | Buick Verenigde Staten |                                 |
| Buick | model:           | Rainier                |                                 |
| Buick | einde productie: | 2007                   |                                 |
| Buick | productieaantal: | ?                      |                                 |

| Cadillac |                  | concern:                                           | General Motors Verenigde Staten |
| Cadillac | divisie:         |                                                    |                                 |
| Cadillac | merk:            | Cadillac Verenigde Staten                          |                                 |
| Cadillac | model:           | CTS-V (1e generatie; sportieve variant van de CTS) |                                 |
| Cadillac | einde productie: | 2007                                               |                                 |
| Cadillac | productieaantal: | 10.197                                             |                                 |

| Cadillac |                  | concern:                  | General Motors Verenigde Staten |
| Cadillac | divisie:         |                           |                                 |
| Cadillac | merk:            | Cadillac Verenigde Staten |                                 |
| Cadillac | model:           | XLR                       |                                 |
| Cadillac | einde productie: | 2009                      |                                 |
| Cadillac | productieaantal: | ca. 15.000                |                                 |

| Chevrolet |                  | concern: | General Motors Verenigde Staten |
| Chevrolet | divisie:         | |                                 |
| Chevrolet | merk:            | Chevrolet Verenigde Staten |                                 |
| Chevrolet | model:           | Aveo sedan / vijfdeurhatchback (badge-engineered 1e generatie Daewoo Kalos; werd vanaf 2005 de Chevrolet Kalos in Europa; vanaf 2005 was in enkele Europese landen ook een driedeurhatchback verkrijgbaar) |                                 |
| Chevrolet | einde productie: | 2011 (in Noord-Amerika) |                                 |
| Chevrolet | productieaantal: | ? |                                 |

| Chevrolet GMC |                  | concern: | General Motors Verenigde Staten |
| Chevrolet GMC | divisie:         | |                                 |
| Chevrolet GMC | merk:            | Chevrolet en GMC Verenigde Staten                                                                             |                                 |
| Chevrolet GMC | model:           | Colorado pick-up (Chevrolet; 1e generatie) Canyon (badge-engineered versie van GMC)                           |                                 |
| Chevrolet GMC | einde productie: | 2012 |                                 |
| Chevrolet GMC | productieaantal: | ruim 600.000 (Colorado verkocht in de Verenigde Staten), ca. 150.000 (Canyon verkocht in de Verenigde Staten) |                                 |

| Chevrolet |                  | concern: | General Motors Verenigde Staten |
| Chevrolet | divisie:         | |                                 |
| Chevrolet | merk:            | Chevrolet Verenigde Staten |                                 |
| Chevrolet | model:           | Malibu sedan / Maxx (stationwagen) (6e generatie; de sportievere SS-versie van beide varianten verscheen in 2005; in het laatste jaar werd de sedan Malibu Classic genoemd) |                                 |
| Chevrolet | einde productie: | 2008 |                                 |
| Chevrolet | productieaantal: | ? |                                 |

| Chrysler |                  | concern: | DaimlerChrysler Duitsland |
| Chrysler | divisie:         | |                           |
| Chrysler | merk:            | Chrysler Verenigde Staten |                           |
| Chrysler | model:           | Crossfire coupé (gebaseerd op de 1e generatie Mercedes-Benz SLK; in Duitsland gebouwd door Karmann; de roadster en de krachtiger SRT6-variant verschenen in 2005) |                           |
| Chrysler | einde productie: | 2007 |                           |
| Chrysler | productieaantal: | 45.478 (inclusief de SRT6-coupé) |                           |

| Chrysler |                  | concern:                           | DaimlerChrysler Duitsland |
| Chrysler | divisie:         |                                    |                           |
| Chrysler | merk:            | Chrysler Verenigde Staten          |                           |
| Chrysler | model:           | Pacifica cross-over (1e generatie) |                           |
| Chrysler | einde productie: | 2007                               |                           |
| Chrysler | productieaantal: | ?                                  |                           |

| Dodge |                  | concern:                                                 | DaimlerChrysler Duitsland |
| Dodge | divisie:         |                                                          |                           |
| Dodge | merk:            | Dodge Verenigde Staten                                   |                           |
| Dodge | model:           | Durango suv (2e generatie)                               |                           |
| Dodge | einde productie: | 2008                                                     |                           |
| Dodge | productieaantal: | ruim 400.000 (verkocht in de Verenigde Staten en Canada) |                           |

| Dodge |                  | concern: | DaimlerChrysler Duitsland |
| Dodge | divisie:         | |                           |
| Dodge | merk:            | Dodge Verenigde Staten |                           |
| Dodge | model:           | Ram SRT-10 Regular Cab tweedeurpick-up (krachtiger variant van de 3e generatie Ram 1500; de vierdeurvariant verscheen in 2004) |                           |
| Dodge | einde productie: | 2006 |                           |
| Dodge | productieaantal: | 5533 |                           |

| Dodge |                  | concern:                                                                                       | DaimlerChrysler Duitsland |
| Dodge | divisie:         |                                                                                                |                           |
| Dodge | merk:            | Dodge Verenigde Staten                                                                         |                           |
| Dodge | model:           | Sprinter Wagon (passagiersvariant van de badge-engineered 1e generatie Mercedes-Benz Sprinter) |                           |
| Dodge | einde productie: | ca. 2006                                                                                       |                           |
| Dodge | productieaantal: | ca. 50.000 (verkocht in de Verenigde Staten)                                                   |                           |

| Dodge |                  | concern: | DaimlerChrysler Duitsland |
| Dodge | divisie:         | |                           |
| Dodge | merk:            | Dodge Verenigde Staten |                           |
| Dodge | model:           | Neon SRT-4 sedan (sportieve variant van de 2e generatie Neon uit 2000; vanaf 2004 verviel de naam Neon en heette het model enkel SRT-4; in Canada heette het model SX 2.0) |                           |
| Dodge | einde productie: | 2005 |                           |
| Dodge | productieaantal: | 20.553 |                           |

| Dodge |                  | concern:                                   | DaimlerChrysler Duitsland |
| Dodge | divisie:         |                                            |                           |
| Dodge | merk:            | Dodge Verenigde Staten                     |                           |
| Dodge | model:           | Viper SRT-10 roadster (ZB I; 3e generatie) |                           |
| Dodge | einde productie: | 2007                                       |                           |
| Dodge | productieaantal: | 7067                                       |                           |

| Ford |                  | concern:              | onafhankelijk |
| Ford | divisie:         |                       |               |
| Ford | merk:            | Ford Verenigde Staten |               |
| Ford | model:           | E-Series (Econoline)  |               |
| Ford | einde productie: | ?                     |               |
| Ford | productieaantal: | ?                     |               |

| Ford |                  | concern:                                  | onafhankelijk |
| Ford | divisie:         |                                           |               |
| Ford | merk:            | Ford Verenigde Staten                     |               |
| Ford | model:           | F-150 tweedeur / vierdeur (11e generatie) |               |
| Ford | einde productie: | 2008                                      |               |
| Ford | productieaantal: | ?                                         |               |

| Ford Mercury |                  | concern: | Ford Motor Company Verenigde Staten |
| Ford Mercury | divisie:         | |                                     |
| Ford Mercury | merk:            | Ford en Mercury Verenigde Staten                                                                                                |                                     |
| Ford Mercury | model:           | Freestar (Ford; in feite de 3e generatie van de Windstar) Monterey (1 generatie; badge-engineered luxueuzer versie van Mercury) |                                     |
| Ford Mercury | einde productie: | 2006 |                                     |
| Ford Mercury | productieaantal: | 246.493 Freestar, bijna 35.000 Monterey (verkocht in de Verenigde Staten)                                                       |                                     |

| Hummer |                  | concern:                | onafhankelijk |
| Hummer | divisie:         |                         |               |
| Hummer | merk:            | Hummer Verenigde Staten |               |
| Hummer | model:           | Hummer                  |               |
| Hummer | einde productie: | 2010                    |               |
| Hummer | productieaantal: | ?                       |               |

| Panoz |                  | concern:               | onafhankelijk |
| Panoz | divisie:         |                        |               |
| Panoz | merk:            | Panoz Verenigde Staten |               |
| Panoz | model:           | Esperante GTLM / GTS   |               |
| Panoz | einde productie: | 2006                   |               |
| Panoz | productieaantal: | ?                      |               |

| Pontiac |                  | concern:                 | General Motors Verenigde Staten |
| Pontiac | divisie:         |                          |                                 |
| Pontiac | merk:            | Pontiac Verenigde Staten |                                 |
| Pontiac | model:           | Grand Prix               |                                 |
| Pontiac | einde productie: | 2008                     |                                 |
| Pontiac | productieaantal: | ?                        |                                 |

| Pontiac |                  | concern:                 | General Motors Verenigde Staten |
| Pontiac | divisie:         |                          |                                 |
| Pontiac | merk:            | Pontiac Verenigde Staten |                                 |
| Pontiac | model:           | Sunfire                  |                                 |
| Pontiac | einde productie: | 2005                     |                                 |
| Pontiac | productieaantal: | ?                        |                                 |

| Pontiac |                  | concern: | General Motors Verenigde Staten |
| Pontiac | divisie:         | General Motors Canada Canada |                                 |
| Pontiac | merk:            | Pontiac Verenigde Staten |                                 |
| Pontiac | model:           | Wave sedan / Wave5 vijfdeurhatchback (badge-engineered 1e generatie Daewoo Kalos voor de Canadese markt; in de meeste landen als Chevrolet Kalos verkocht; ging in 2009 verder als G3) |                                 |
| Pontiac | einde productie: | 2009 |                                 |
| Pontiac | productieaantal: | ? |                                 |

| Saleen |                  | concern:                                 | onafhankelijk |
| Saleen | divisie:         |                                          |               |
| Saleen | merk:            | Saleen Verenigde Staten                  |               |
| Saleen | model:           | S7 coupé-sportwagen                      |               |
| Saleen | einde productie: | 2009                                     |               |
| Saleen | productieaantal: | bijna 100 (inclusief de S7R-racevariant) |               |

| Saturn |                  | concern:                | General Motors Verenigde Staten |
| Saturn | divisie:         |                         |                                 |
| Saturn | merk:            | Saturn Verenigde Staten |                                 |
| Saturn | model:           | L-Series                |                                 |
| Saturn | einde productie: | 2005                    |                                 |
| Saturn | productieaantal: | ?                       |                                 |

| Scion |                  | concern:                                                                     | Toyota Japan |
| Scion | divisie:         |                                                                              |              |
| Scion | merk:            | Scion Verenigde Staten                                                       |              |
| Scion | model:           | xA vijfdeurhatchback (1 generatie; badge-engineered 1e generatie Toyota Ist) |              |
| Scion | einde productie: | 2006                                                                         |              |
| Scion | productieaantal: | 98.371 (verkocht in de Verenigde Staten)                                     |              |

| Scion |                  | concern:                                                                     | Toyota Japan |
| Scion | divisie:         |                                                                              |              |
| Scion | merk:            | Scion Verenigde Staten                                                       |              |
| Scion | model:           | xB vijfdeurhatchback (1e generatie; badge-engineered 1e generatie Toyota bB) |              |
| Scion | einde productie: | december 2006                                                                |              |
| Scion | productieaantal: | ca. 160.000 (verkocht in de Verenigde Staten)                                |              |

## Latijns-Amerika
| Chevrolet |                  | concern: | General Motors Verenigde Staten |
| Chevrolet | divisie:         | General Motors do Brasil Brazilië                                                                              |                                 |
| Chevrolet | merk:            | Chevrolet Verenigde Staten                                                                                     |                                 |
| Chevrolet | model:           | Montana (1e generatie; tweedeurpick-up gebaseerd op de Opel Corsa C; verkocht als Chevrolet Tornado in Mexico) |                                 |
| Chevrolet | einde productie: | 2011 |                                 |
| Chevrolet | productieaantal: | ? |                                 |

| Ford |                  | concern:                                                  | Ford Motor Company Verenigde Staten |
| Ford | divisie:         | Ford do Brasil Brazilië                                   |                                     |
| Ford | merk:            | Ford Verenigde Staten                                     |                                     |
| Ford | model:           | EcoSport (1e generatie; gebaseerd op de Fiesta en Fusion) |                                     |
| Ford | einde productie: | 2012                                                      |                                     |
| Ford | productieaantal: | ruim 700.000                                              |                                     |

| Peugeot |                  | concern:                     | PSA Peugeot Citroën Frankrijk |
| Peugeot | divisie:         | Peugeot Argentina Argentinië |                               |
| Peugeot | merk:            | Peugeot Frankrijk            |                               |
| Peugeot | model:           | 307 CC                       |                               |
| Peugeot | einde productie: | 2005                         |                               |
| Peugeot | productieaantal: | ?                            |                               |

## Australië
| Holden |                  | concern:                                                                                    | General Motors Verenigde Staten |
| Holden | divisie:         |                                                                                             |                                 |
| Holden | merk:            | Holden Australië                                                                            |                                 |
| Holden | model:           | Adventra cross-over (verhoogde variant van de 3e generatie Commodore stationwagen uit 1997) |                                 |
| Holden | einde productie: | 2006                                                                                        |                                 |
| Holden | productieaantal: | ?                                                                                           |                                 |

| Holden |                  | concern: | General Motors Verenigde Staten |
| Holden | divisie:         | |                                 |
| Holden | merk:            | Holden Australië |                                 |
| Holden | model:           | Rodeo tweedeur- en verlengde vierdeurpick-up (3e generatie; badge-engineered 1e generatie Isuzu D-Max; in 2008 ging de gefacelifte versie verder als Colorado) |                                 |
| Holden | einde productie: | 2008 |                                 |
| Holden | productieaantal: | ? |                                 |

| Holden |                  | concern:                                                                                   | General Motors Verenigde Staten |
| Holden | divisie:         |                                                                                            |                                 |
| Holden | merk:            | Holden Australië                                                                           |                                 |
| Holden | model:           | Vectra sedan / vijfdeurhatchback (3e generatie; badge-engineered 3e generatie Opel Vectra) |                                 |
| Holden | einde productie: | 2005                                                                                       |                                 |
| Holden | productieaantal: | ?                                                                                          |                                 |